# 央视财经评论
《央视财经评论》（英語：CCTV Business Review；因冠名赞助因素，亦称《中国邮政储蓄银行·央视财经评论》），简称《央评》，是中央广播电视总台财经节目中心制作的一节财经评论类节目，亦是中国中央电视台的旗舰财经评论类节目。该节目的前身是2008年10月27日启播的《今日观察》，后于2012年6月11日改为现名。现时，该节目于周一至周五21:30-21:55在中国中央电视台财经频道播放。

## 节目格式及沿革
2008年10月27日，该节目前身《今日观察》随中国中央电视台经济频道的改版而启播，初时于每星期一至五22:00-22:30播映，后提前至每星期一至五21:50-22:20播放。《今日观察》被定位为高端经济评论节目，以邀请嘉宾、现场连线等形式对当日的中国经济重点事件进行深度解读及评论，形式上类似于中国中央电视台新闻频道的《新闻1+1》。而为配合该节目启播，央视自2008年10月25日起透过央视网向公众征集节目议题。
2009年10月24日，该节目开始招募“网友观察员”，令普通公众亦能以评论员身份参与节目录制，及透过文字或影像形式发表观点，以打破该类节目仅由专家发表意见的单一形式。至2009年11月中旬，该节目已发展了22万名“网友观察员”，而节目组计划最终将其发展成为“网友观察团”。此后，该节目又在其后数年时间内于多座城市举办了观众见面会及“网友观察员”线下招募活动。2010年6月12日起，每逢中国中央电视台财经频道“夏令时”节目编排实施期间，该节目会延后半个小时首播。
2012年6月11日，《今日观察》更名为《央视财经评论》。更名后，该节目与搜狐进行合作，尝试以“微直播”形式制作节目，即节目组会在节目录影期间于搜狐微博释出当期评论员的言论，供该社交网络的使用者探讨、交流。2015年5月4日，该节目由中央电视台彩色电视中心迁入中央电视台总部大楼制作播出，视频格式由4:3改为16:9。12月22日，央视财经频道于2016中国经济机遇和挑战峰会暨《央视财经评论》改版开播启动仪式宣布该节目将于2016年1月4日改版，改版后节目播出时间调整为每星期一至四21:50-22:35，并将节目制作形式由录影播出改为现场直播。
2018年1月2日，该节目的播出时间再调整为每日21:15-21:45，并在节目画面底部增设字幕跑马灯显示网民留言。而在2018年1月2日至12月30日之间，该节目主持人会在《经济信息联播》节目尾声预告当日节目的议题。2019年10月21日，配合央视财经频道改版，该节目播出时间调整为每日21:30-21:55，字幕跑马灯则改为显示滚动新闻资讯。

## 主持人
该节目每集由一名主持人主持，现任主持人为马洪涛、张琳
此外，欧阳夏丹、陈伟鸿、王小丫、史小诺、沈竹、靳强、周运曾主持这一节目。